# 무즙 파동
무즙 파동(무汁 波動)은 1965년도 대한민국 중학교 입시 문제에서 무즙과 관련된 문제에서 복수 정답을 인정해야 하는지에 대해 논란이 벌어졌던 사건을 부르는 말이다. 이 사건은 ‘치맛바람’이라는 말이 나올 만큼 지나칠 정도로 높은 대한민국의 교육열을 상징적으로 잘 드러낸다.

## 사건 개요
1964년 12월 7일에 치른 서울특별시 지역 전기(前期) 중학교 입시 자연 과목 18번 문제는 다음과 같았다.
다음은 엿을 만드는 순서를 차례대로 적어 놓은 것이다.
1. 찹쌀 1kg가량을 물에 담갔다가
2. 이것을 쪄서 밥을 만든다
3. 이 밥에 물 3L와 엿기름 160g을 넣고 잘 섞은 다음에 섭씨 60도의 온도로 5∼6시간 둔다.

위 3.에서 엿기름 대신 넣어도 좋은 것은 무엇인가?

서울시 공동출제위원회는 보기 1번 '디아스타제'가 정답이라고 발표했으나, 2번 '무즙'을 답이라고 선택한 학생들의 학부모들이 초등학교 교과서에 '침과 무즙에도 디아스타제가 들어 있다'는 내용이 있으므로 무즙도 답이라고 강력하게 반발했다. 실제로 일부 학부모들은 무즙으로 엿을 고을 수 있음을 보여, 무즙도 정답이라고 주장했다.
한편, 교육 당국은 능숙하게 대처하지 못하면서 오히려 사태를 더욱 복잡하게 만들었다. 시험 다음날인 12월 8일에는 논란의 여지가 없다고 주장하다가, 반발이 가라앉지 않자 12월 9일에는 해당 문제를 아예 무효화한다고 발표했다. 이에 1번을 정답으로 선택한 학생들의 학부모들이 반발하자 다시 원래대로 디아스타제만 정답으로 인정한다고 발표하는 등 우왕좌왕하는 모습을 보였다.
결국 이 사건은 법적 공방으로 이어졌다. 1점 차이로 명문 중학교에 입학하지 못하게 된 약 40여 명이 소송을 제기한 것이다. 1965년 3월 30일, 서울고등법원 특별부가 무즙도 정답으로 봐야 하며, 이 문제로 인해 불합격된 학생들을 구제하라는 판결을 내렸다. 이 때 구제받은 학생은 경기중학교 약 30여 명, 서울중학교 4명, 경복중학교 3명, 경기여자중학교 1명이었다. 당시 교육위원회는 추가 입학을 반대했지만, 다시 학부모들이 시위를 벌였고 판결이 나온지 약 1달 뒤인 5월 12일에 전입학 형식으로 등교할 수 있게 되었다.

## 사건의 영향

### 중학교 입시 폐지
이 사건은 지나칠 정도로 과열된 대한민국의 교육열을 적나라하게 드러냈다. 이 무렵부터 중학교 무시험 전형의 필요성이 대두되었고, 뒤를 이어 창칼 파동 등 중학교 입시에 대한 문제가 계속 드러나자 1969년부터 중학교 입시를 철폐했다.

### 논란
1964년 12월 22일, 낙방생 부모 20여 명이 서울특별시교육위원회(이하 시교위)에 난입하는 소동이 일어났다. 23일까지 이어진 이 시위로 학부모 두 명이 졸도하고, 김원규(金元圭, 재직 1964~1965) 당시 교육감이 휴가를 내고 수일간 출근하지 못하는 등의 혼란이 빚어졌다.
학부형들은 "21일 오후에 김 교육감이 '무즙으로도 엿을 만들 수 있다면 자연 18번의 복수정답을 인정하겠으며, 탈락자들을 구제하겠다.'라고 언약했다." 고 주장했고, '이 엿을 먹어보라'는 구호와 함께 실제 무즙으로 엿을 만들어오는 등 시교위와 김 교육감의 무책임한 자세를 힐난했다.

## 같이 보기
- 엿
- 창칼 파동
- 국제 중학교